# Danh sách tổng lãnh sự quán tại Thành phố Hồ Chí Minh
Danh sách các Tổng lãnh sự quán nước ngoài ở Thành phố Hồ Chí Minh: 25 Tổng lãnh sự quán, 1 Văn phòng Kinh tế - Văn hóa, 2 Văn phòng kinh tế và thương mại, 1 Văn phòng Xúc tiến Thương mại Đại sứ quán, 1 Văn phòng Xúc tiến Xuất khẩu và Đầu tư nước ngoài và 1 Văn phòng Thương vụ.

## Tổng lãnh sự quán tại Thành phố Hồ Chí Minh
| Tổng lãnh sự quán | Địa chỉ                                                               | Điện thoại                 | Fax                       | E-mail                                   |
| ----------------- | --------------------------------------------------------------------- | -------------------------- | ------------------------- | ---------------------------------------- |
| Anh Quốc          | 25 đường Lê Duẩn, Phường Sài Gòn                                      | 028-38251380               | 028-38221971/95257        | GeneralEnquiries.Vietnam@fco.gov.uk      |
| Ấn Độ             | 9 đường Đặng Hữu Phổ, Phường An Khánh                                 | 028-37442400               | 028-37442405 028-37446110 | www.cgihcmc.gov.in                       |
| Áo                | 12/140 đường Nguyễn Văn Hưởng, Phường An Khánh                        | 08-35193128                |                           | info@austriaconsulate.vn                 |
| Bỉ                | Phòng C4, tầng 4, tòa nhà IBC, 1A Công trường Mê Linh, Phường Sài Gòn | 028-38299188               |                           | info@hcmbelgiumconsulate.vn              |
| Canada            | Phòng 1002 The Metropolitan, 235 đường Đồng Khởi, Phường Sài Gòn      | 028-38279899               | 028-38279935              | HOCHIG@international.gc.ca               |
| Campuchia         | 41 đường Phùng Khắc Khoan, Phường Tân Định                            | 028-38292751               | 028-38222773              | cambocg@hcm.vnn.vn                       |
| Cuba              | 45 đường Phùng Khắc Khoan, Phường Tân Định                            | 028-38297350               | 028-38295293              | cubacons@hcm.fpt.vn                      |
| Dominica          | 2 Hải Triều, Phường Sài Gòn                                           | +84 28 3915 1881           | +84 28 3915 1880          | consulate@dominicaconsulateinvietnam.org |
| Đức               | Lầu 4, Deustches Haus, 33 Lê Duẩn, Phường Sài Gòn                     | 028-38291967               | 028-38231919              | info@hoch.diplo.de                       |
| Hà Lan            | 29 đường Lê Duẩn, Phường Sài Gòn                                      | 028-38235932               | 028-38235934              | hcm@minbuza.nl                           |
| Hàn Quốc          | 107 đường Nguyễn Du, Phường Bến Thành                                 | 028-38225757               | 028-38225750              | hcm02@mofa.go.kr                         |
| Hoa Kỳ            | 4 đường Lê Duẩn, Phường Sài Gòn                                       | 028-35204200               | 028-35204244              |                                          |
| Hungary           | Lầu 21, LIM Tower, 9-11 đường Tôn Đức Thắng, Phường Sài Gòn           | 028-36221001               | 028-38277795              | mission.hcm@mfa.gov.hu                   |
| Indonesia         | 18 đường Phùng Khắc Khoan, Phường Sài Gòn                             | 028-38251888/9             | 028-38299493/223839       | hochiminh.kjri@kemlu.go.id               |
| Kuwait            | 24 đường Phùng Khắc Khoan, Phường Tân Định                            | 028-38270555               | 028-38270111              | info@kuwaitconsulate-hochiminh.com       |
| Lào               | 93 đường Pasteur, Phường Sài Gòn                                      | 028-38297667               | 028-38299272              | cglaohcm@gmail.com                       |
| Malaysia          | 109 Nguyễn Văn Hưởng, Phường An Khánh                                 | 028-38299023, 028-38293132 | 028-38299027              | mwhochiminh@kln.gov.my                   |
| Nam Phi           | 19 Phùng Khắc Khoan, Phường Sài Gòn                                   | 028-3823 8556              |                           | savisa2009@gmail.com                     |
| Na Uy             | 21-23 Nguyễn Thị Minh Khai, Phường Sài Gòn                            | +84 28 3822 1696           |                           | norcons@norcons.org                      |
| Nga               | 40 Bà Huyện Thanh Quan, Phường Xuân Hòa                               | 028-39303936               | 028-39303937              | cgrushcm@yandex.ru                       |
| Nhật Bản          | 261 đường Điện Biên Phủ, Phường Xuân Hòa                              | 028-39333510               | 028-39333520              | ryoujikan@vietnam-japan.net              |
| New Zealand       | Phòng 804 The Metropolitan, 235 đường Đồng Khởi, Phường Sài Gòn       | 028-38226907               | 028-38226905              |                                          |
| Panamá            | 7 đường Lê Thánh Tôn, Phường Sài Gòn                                  | 028-38250334/38227550      | 028-38236447              | panacons@hcm.fpt.vn                      |
| Pháp              | 27 đường Nguyễn Thị Minh Khai, Phường Sài Gòn                         | 028-35206800               | 028-35206819              | info.hcmv-cslt@diplomatie.gouv.fr        |
| Philippines       | 998 Đồng Văn Cống, Phường Cát Lái                                     | 028-3518 0045              | 028-3518 0047             | philippineconsulate-hcm@fmc.com.vn       |
| Thái Lan          | 77 đường Trần Quốc Thảo, Phường Xuân Hòa                              | 028-39327637/8             | 028-39326002              | thaihome@mfa.go.th                       |
| Trung Quốc        | 175 đường Hai Bà Trưng, Phường Xuân Hòa                               | 028-38221327               | 028-38295009              |                                          |
| Thụy Sĩ           | Tầng 37 Bitexco Financial Tower, 2 Hải Triều, Phường Sài Gòn          | +84862991200               | +84862991222              | hochiminh.vertretung@eda.admin.ch        |
| România           | 56/4 đường Nguyễn Thông, Phường Nhiêu Lộc                             | 090 999 69 96              |                           | hcm@romania.vn                           |
| Singapore         | Tầng 8 Saigon Centre, 65 đường Lê Lợi, Phường Sài Gòn                 | 028-38225174               | 028-39142938              | singcg_hcm@mfa.sg                        |
| Úc                | Lầu 20 Vincom Center, 47 đường Lý Tự Trọng, Phường Sài Gòn            | 028-35218100               | 028-35218101              | hcmc.vietnam.embassy.gov.au              |
| Ý                 | Tầng 10 President Place, 93 đường Nguyễn Du, Phường Sài Gòn           | 028-38275445               | 028-38275444              | hochiminh.consolato@esteri.it            |

### Văn phòng/Phái bộ khác
| Văn phòng/Phái bộ                                                       | Địa chỉ                                                                             | Điện thoại         | Fax           | E-mail                           |
| ----------------------------------------------------------------------- | ----------------------------------------------------------------------------------- | ------------------ | ------------- | -------------------------------- |
| Văn phòng Xúc tiến Xuất khẩu và Đầu tư nước ngoài - Vùng Wallonien - Bỉ | Gemadept Tower, 11th Tầng 6 đường Lê Thánh Tôn, Phường Sài Gòn                      | 028-38219228/9     | 028-38219227  | hochiminhville@awexwallonia.com  |
| Văn phòng Kinh tế - Văn hóa Đài Bắc tại TP.Hồ Chí Minh                  | 336 đường Nguyễn Tri Phương, Phường Vườn Lài                                        | 028-3834 9160 ~ 65 | 028-3834 9166 |                                  |
| Văn phòng Kinh tế Thương mại Đan Mạch                                   | Centec Tower, Phòng 505, 72-74 đường Nguyễn Thị Minh Khai, Phường Xuân Hòa          | 028-38219373       | 028-39219371  |                                  |
| Văn phòng kinh tế và thương mại Vương quốc Tây Ban Nha                  | 25 đường Phùng Khắc Khoan, Phường Sài Gòn                                           | 028-38250173       | 028-38250174  | hochiminhcity@comercio.mineco.es |
| Văn phòng Thương vụ Phần Lan                                            | Tầng 5, Somerset Chancellor Court, 21-23 đường Nguyễn Thị Minh Khai, Phường Sài Gòn | 024-38232644       | 024-38233124  |                                  |
| Văn phòng Xúc tiến Thương mại Đại sứ quán Ý                             | Me Linh Point Tower, Phòng 1105, Số 2, đường Ngô Đức Kế, Phường Sài Gòn             | 028-38228813       | 028-38228814  | hochiminh@ice.it                 |
| Văn phòng Xúc tiến Thương Mại Cộng hòa Séc tại TP.HCM                   | Tòa Bitexco, số 2 Hải Triều, Phường Sài Gòn                                         | 028-6287 6103      |               | info@czectrade.cz                |